# Санкт-Петербургские высшие женские медицинские курсы
Санкт-Петербургские высшие женские медицинские курсы (также Женские врачебные курсы или Курсы учёных акушерок) — первое женское медицинское высшее учебное заведение и один из первых женских вузов в Российской империи, появившихся в 1872 году параллельно с рядом других высших женских курсов.
Единственной доступной женщинам формой медицинского образования в Российской империи до 1872 года были акушерские школы. Начиная с конца 1850-х годов женщины начали бороться за доступ к высшему образованию. Сначала они начали появляться в университетах в качестве вольнослушательниц, затем, после запрета на посещение университетов в 1863-м году, те, кто мог себе это позволить, отправились учиться за границу. Наконец, в 1868 году активистки женского движения при широкой поддержке университетской профессуры начали кампанию за открытие отдельных высших женских курсов, в том числе — медицинских.
Государство, в свою очередь, признавало необходимость реформы образования и нехватку квалифицированного медицинского персонала. В январе 1870 года в докладе, представленном в Медицинском Совете, отмечалась недостаточная медицинская подготовка повитух и предлагалось ввести звание «учёной акушерки» с общим врачебным образованием. Доклад был одобрен, и в 1872 году при содействии военного министра Дмитрия Милютина в Медико-хирургической академии в качестве эксперимента на четыре года появился «Особый женский врачебный курс для образования учёных акушерок».
Курсы предполагали четырёхлетний срок обучения (в отличие от пятилетнего в университетах) и программу, ограниченную областью педиатрии и гинекологии. Однако профессора курсов, с сочувствием относившиеся к идее высшего женского образования, с самого начала негласно читали студенткам полноценный университетский курс медицины. На Медицинских курсах преподавали специалисты мирового уровня, такие как Николай Склифософский, Александр Бородин и Карл Раухфус.
В 1876 году «опыт» курсов был признан успешным, на курсах ввели пятилетний срок обучения, такой же, как и на медицинских факультетах, а программа приравнена к университетской, за исключением судебной медицины и медицинской полиции. Курсы были переименованы из Акушерских в Женские врачебные и перенесены из Медико-хирургической академии на базу Николаевского военного госпиталя.
Всего за время существования Женских медицинских курсов из них выпустилось 691 человек. Благодаря этому Россия в конце 1870-х годов опережала другие страны Европы по числу практикующих женщин-врачей.
В 1882 году, на фоне консервативного поворота после убийства Александра II, было принято решение о закрытии курсов. Медицинские курсы перестали принимать новых студенток. Последний выпуск состоялся в 1886 году. Несмотря на многолетнюю кампанию женского движения и медицинского сообщества, проект удалось воссоздать только в 1897 году в виде Женского медицинского института.

## Борьба за женское высшее образование
Реформы Александра II привели к радикальным переменам в обществе и усложнили экономическое положение женщин самых разных социальных слоёв. С одной стороны, увеличившаяся социальная мобильность в обществе привела в города большое количество образованных женщин-разночинок, остро нуждавшихся в заработке. С другой, отмена крепостного права привела к массовому обеднению дворянства, и многим молодым дворянкам уже не удавалось выйти замуж в пределах своего социального круга, что ставило их перед необходимостью содержать себя самостоятельно. Всем этим женщинам было существенно сложнее найти себе работу, чем мужчинам: количество доступных женщинам профессий было ограничено. Единственной «интеллигентной» профессией, открытой для женщин, было преподавание — после окончания гимназии женщина могла стать учительницей в женской прогимназии или в младших классах женской гимназии. Остальные сферы деятельности требовали профессионального университетского образования, доступного только мужчинам.
Выпускница высших женских курсов, журналистка Екатерина Некрасова писала: «Экономические условия русской жизни и общественный переворот, совершившийся 19 февраля 1861, вызвали и женщину на борьбу за существование, потребовали и от неё непременного участия в труде. Вынужденная силой необходимости, а не модой — как казалось тогда многим, — она заявила свою готовность к приобретению одинаковых с мужчиною прав на знание и труд, заявила потребность высшего образования».
Освобождение крестьян убедило женщин в возможности эмансипации и для них самих. Женщины, разделявшие либеральные идеи, включились в деятельность демократического движения 1860-х годов и начали поиск выхода из сложившегося положения, положив начало женскому движению.
В то же время российское правительство после поражения в Крымской войне в 1856 году пришло к выводу в необходимости всесторонней модернизации страны, в частности, пересмотра образовательной системы. Для возвращения статуса великой державы стране были необходимы квалифицированные специалисты. В качестве подготовки образовательной реформы было инициировано обсуждение необходимых изменений в профессиональном сообществе. Разрешённая, пусть и в ограниченных масштабах, общественная дискуссия подняла на поверхность вопрос о женском образовании. Либерально настроенные профессора заговорили о проблеме нехватки школ для девочек и отсутствия институтов высшего образования для женщин.

### Первые женщины в университетах (1859—1863 года)

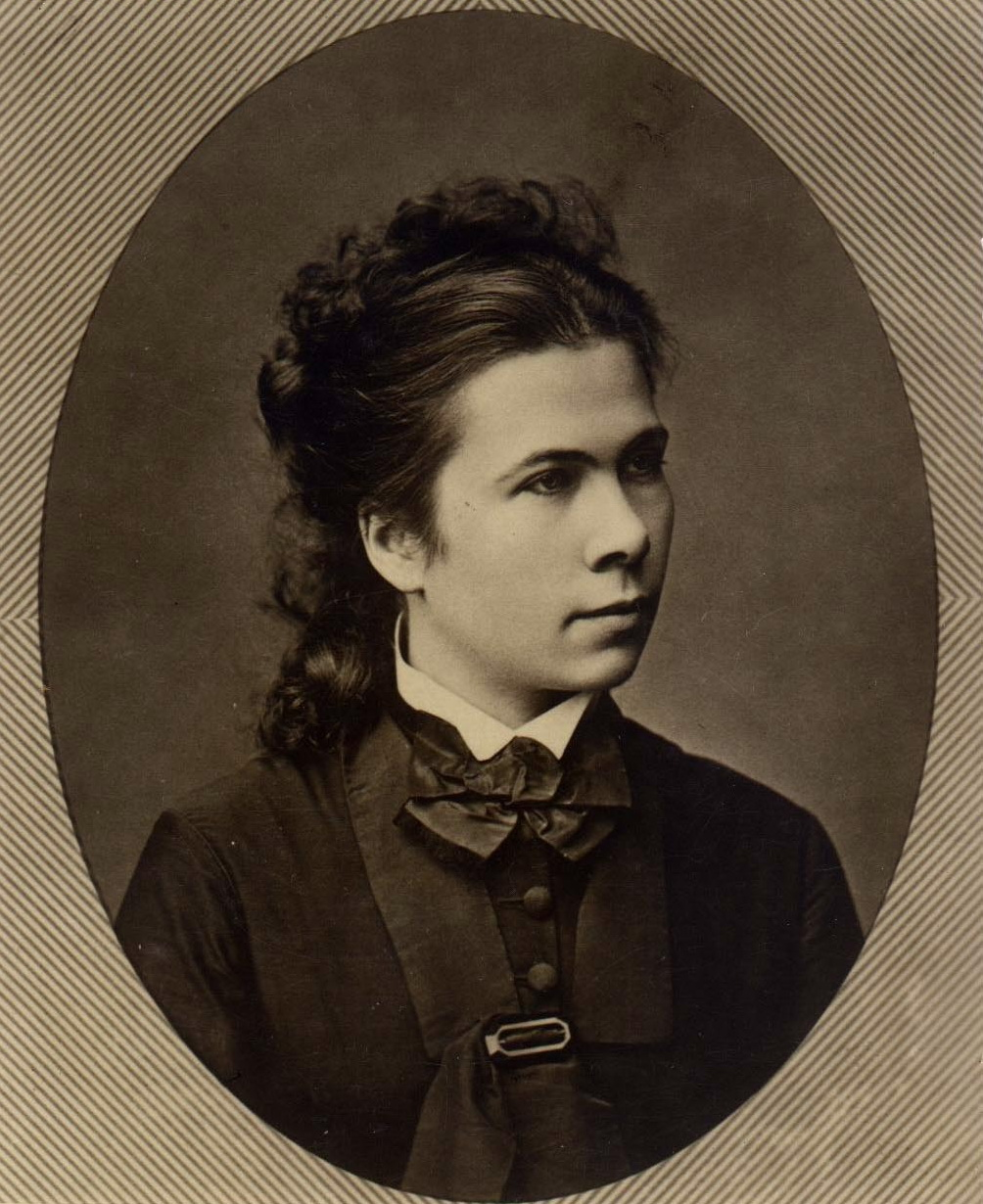
Надежда Суслова

Мария Бокова

Университетский устав, созданный ещё при Александре I, женщин не упоминал совсем, что создавало лазейку для тех из них, кто хотел посещать лекции. С приходом к власти Александра II и наступлением более либеральной атмосферы у них появилась возможность этой лазейкой воспользоваться.
Вдохновлённые официальным признанием государства в необходимости образовательной реформы, профессора и администрации университетов начали серию либеральных экспериментов в высшем образовании. Одним из таких экспериментов стал допуск женщин в университеты в качестве вольнослушательниц. Первой российской студенткой стала Наталья Корсини, посещавшая в 1859-61 годах лекции в Санкт-Петербургском университете.
Появились женщины и в самом престижном в России медицинском институте — Медико-хирургической академии. Академия не авторизовала допуск женщин, но отдельные профессора, такие как Грубер, Сеченов, Лесгафт и Бородин, допустили их на лекции и в лаборатории. Среди этих первых студенток были Варвара Кашеварова, Надежда Суслова и Мария Бокова, в будущем — первые женщины-врачи в России. Администрация отнеслась к ним в целом благосклонно. Вскоре присутствие женщин на лекциях стало обычным явлением.
Однако студенческие протесты начала 1860-х годов настроили правительство против женщин в университетах. Вопрос о женском образовании воспринимался в обществе неотрывно от вопроса о женской эмансипации в целом, и власти видели в нём не только угрозу социальной морали, но и фактор, провоцирующий протестные настроения среди студентов. Военный министр Дмитрий Милютин отозвался о студентках как о «революционерках в кринолинах, наиболее фанатичных из всех». Новый университетский устав 1863 года прямо запретил женщинам посещать университеты. Относившаяся к ведомству военного министра Медико-хирургическая академия была неподотчётна Министерству образования, но и она в 1864 году закрыла двери для женщин. Те, кто мог это себе позволить, уехали учиться за границу, для остальных остались доступны только акушерские курсы при больницах и медицинских училищах.
Единственное исключение сделали для Варвары Кашеваровой, учившейся в Академии по договорённости с начальником башкирского казачьего войска — она обязалась после обучения лечить мусульманских женщин Башкирии, которым религия не позволяла лечиться у врачей-мужчин. Кашеварова смогла закончить курс в 1868 году и защитила диссертацию на степень доктора медицины.

### Цюрихский университет (1864—73 года)

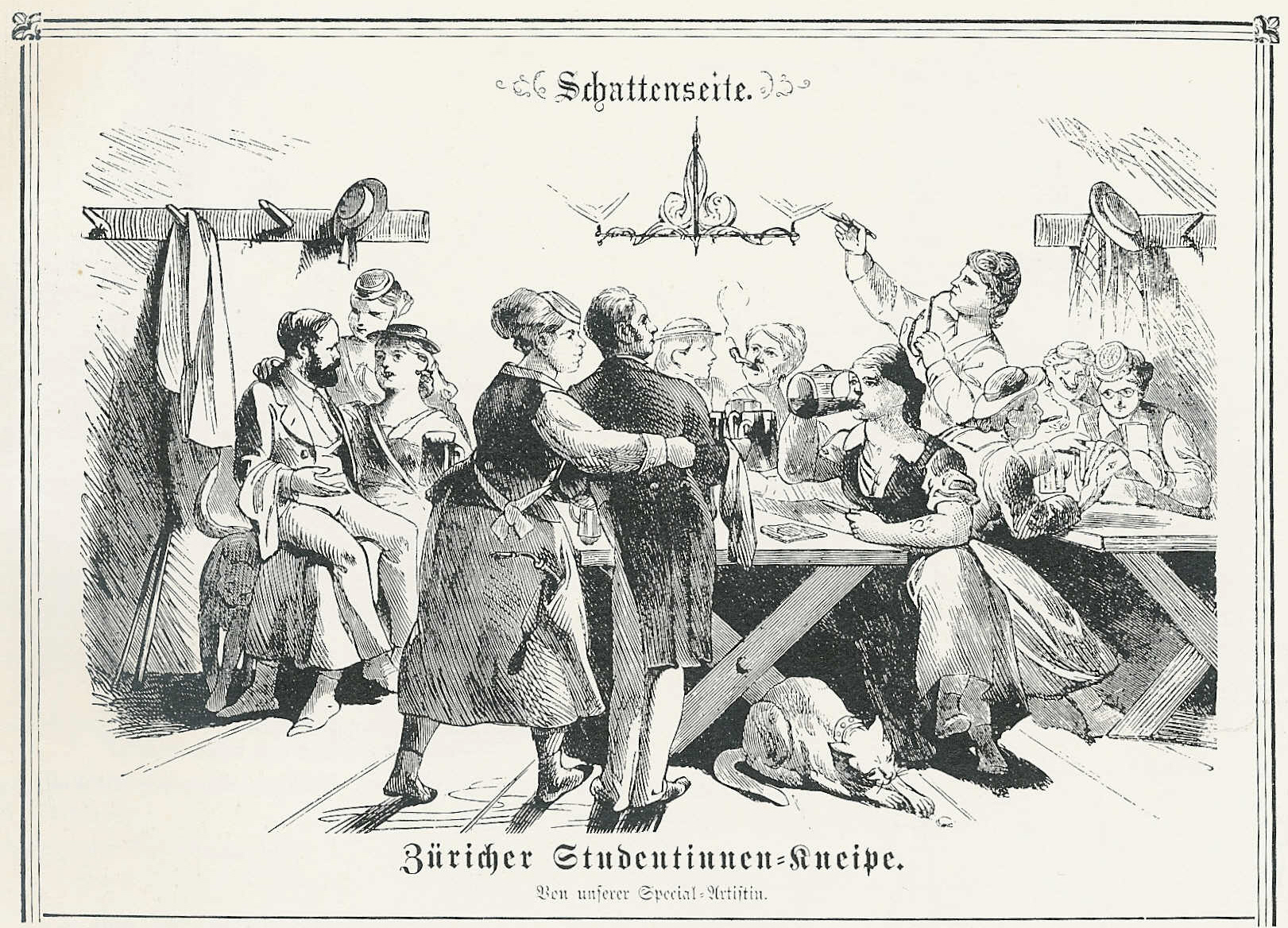
Цюрихские студентки в пивной. Карикатура. 1872 год

Лишившись надежды на высшее образование в России, те женщины, которые могли себе это позволить, начали уезжать учиться за границу. Первой из них стала Надежда Суслова. В 1867 году в Цюрихском университете она получила степень доктора медицины, хирургии и акушерства. Вернувшись в Россию в том же году, Суслова добилась признания своей учёной степени. Суслова стала первой женщиной с докторской степенью в области медицины не только в России, но и во всей Европе. Вдохновлённые её успехом, многие женщины поехали учиться в Цюрих. Большинство (85 из 120 поступивших в 1864-74 годах) также выбрали своей специальностью медицину.
Однако российское правительство было обеспокоено сближением цюрихских студенток с политической эмиграцией и распространением в их среде оппозиционных идей. 21 мая 1873 года было опубликовано постановление с требованием возвращения студенток на родину под угрозой непризнания дипломов и запрета на профессиональную деятельность. Студенток-медичек обвинили в том, что они «увлекаются коммунистическими теориями свободной любви и под покровом фиктивного брака доводят забвение основных начал нравственности и женского целомудрия до крайних пределов». Студенткам пришлось либо вернуться в Россию, либо перевестись в другие университеты.

### Кампания за открытие женских курсов

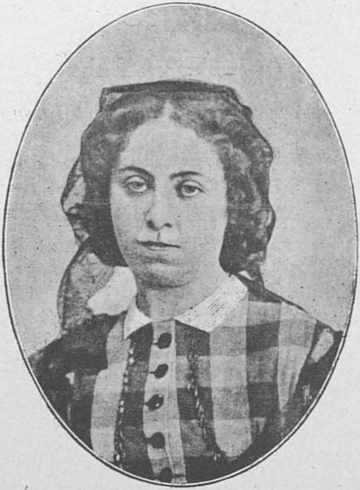
Евгения Конради

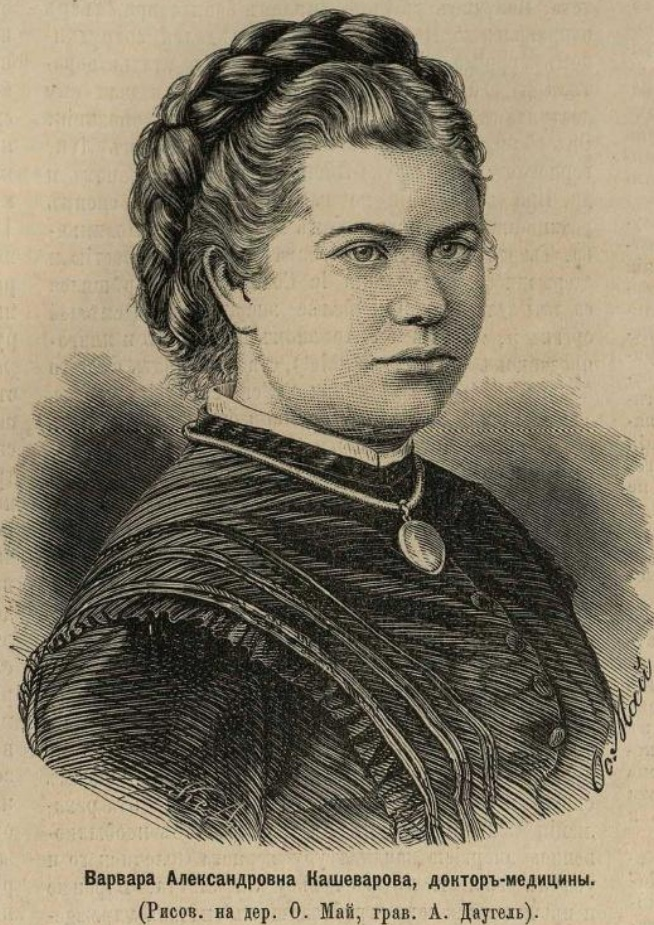
Варвара Кашеварова

В 1868 году женщины внутри страны начали публичную кампанию за высшее образование, вдохновлённую, помимо прочего, примером английских и американских феминисток и открытием в США женского колледжа Вассар. Инициатором кампании выступила журналистка Евгения Конради, подавшая в конце 1867 года на I Съезд естествоиспытателей записку о необходимости создания для женщин курсов по физико-математическим и историко-филологическим наукам. Съезд отказался обсуждать вопрос, сославшись на отсутствие полномочий, но выразил полную поддержку идеям Конради.
Активистки женского движения сформировали «руководящую группу» в лице Евгении Конради, Анны Философовой, Надежды Стасовой, Марии Трубниковой, Анны Энгельгардт, Надежды Белозерской и других. Группа активно взаимодействовала по неформальным каналам с профессурой Петербурга и добилась их поддержки. Около пятидесяти активисток и сорок три профессора Университета и Медико-хирургической академии (включая Дмитрия Менделеева, Александра Бородина, Ивана Сеченова и Ореста Миллера) собрались на совещание на квартире Марии Трубниковой. Участники приняли решение подать петицию о создании высших женских курсов и убедить администрацию Санкт-Петербургского Университета начать переговоры с Министерством просвещения. Петиция с более чем 400 подписями на имя министра просвещения Дмитрия Толстого и ректора Университета Карла Кесслера была подана в мае 1868 г.
В ноябре 1868 года Е. Н. Воронина, Философова и Стасова вновь обратились к Толстому с ходатайством о курсах для женщин.
В том же 1868 году в доме Прасковьи Тарновской, дочери начальника Медико-хирургической академии Николая Козлова, состоялся праздничный обед в честь окончания Академии Варварой Кашеваровой. На обеде присутствовали Козлов, Вениамин Тарновский, Михаил Руднев, Василий Сутугин, Василий Флоринский и другие. Тарновская произнесла пламенную речь о необходимости открытия женских медицинских курсов, и Козлов обещал содействовать их созданию. Сутугин и Флоринский взяли на себя разработку программы курсов.
Успеху кампании способствовало благоприятное общественное мнение: среди интеллигенции было распространено представление, что женщины предрасположены к медицине благодаря имманентно присущим им и «не требующим никаких доказательств» качествам: сострадании, терпимости и готовности к самопожертвованию. Проект женского образования объединил вокруг себя демократически настроенные слои общества. В начале 1870-х в журналах появилось множество публикаций в поддержку женского образования.

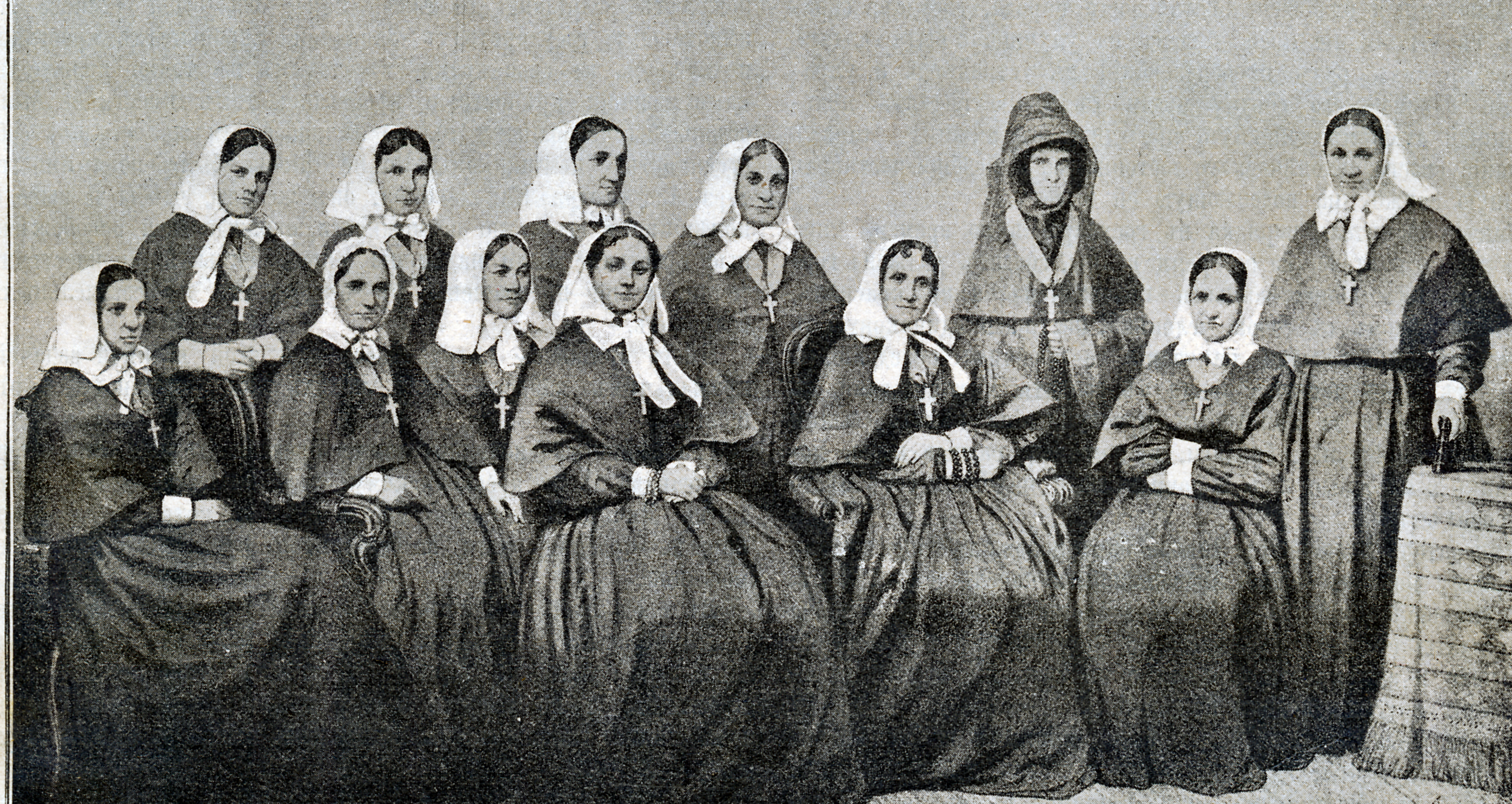
Сёстры Крестовоздвиженской общины, Севастополь, 1855

На общественные настроения повлияли и объективные достижения самих женщин. Во время Крымской войны 1853-56 годов женщины из Крестовоздвиженской общины впервые отправились на фронт в качестве сестёр милосердия. Их успехи продемонстрировали не только их способность заниматься врачебной практикой, но и полезность их медицинского образования во времена национального кризиса. В ответ на аргументы оппонентов, что «женский пол по особенностям его конструкции, умственным и душевным его качествам» не способен изучать анатомию, сторонники женского образования замечали, что многие женщины уже успешно изучали медицину за границей. В 1867 году Надежда Суслова и Мария Бокова добились подтверждения полученных в Цюрихе докторских степеней. В том же году Варвара Кашеварова закончила Медико-хирургическую академию с золотой медалью.
Глава Медико-хирургической академии Николай Козлов, поначалу выступавший категорически против появления женщин в Академии, изменил своё мнение, не в последнюю очередь благодаря стремлению его дочери, Прасковьи Тарновской, к медицинскому образованию. Тарновская впоследствии закончила Медицинские курсы, стала врачом и известной деятельницей женского движения.
Против консервативных сил в правительстве работал и его собственный страх перед распространением радикальных идей. Отсутствие возможности получить образование в стране выдавливало женщин за границу, где они могли, по мнению государства, попасть под влияние политической эмиграции. Открытие же курсов на родине позволило бы женщинам учиться под присмотром правительства.
В 1869 году были открыты первые общеобразовательные женские курсы: Аларчинские и Владимирские в Петербурге и Лубянские в Москве.
В открытии Медицинских курсов существенную роль сыграла объективная потребность государства в образованных врачах: согласно статистике того времени, в конце XIX в. один врач в стране приходился на 6226 человек (для сравнения, в Великобритании эта цифра составляла 1350, в Германии 3000, а в США — 600 человек). Люди умирали от нехватки квалифицированной медицинской помощи. Детская смертность была очень высокой: только 50 % детей в России доживали до возраста двух лет.

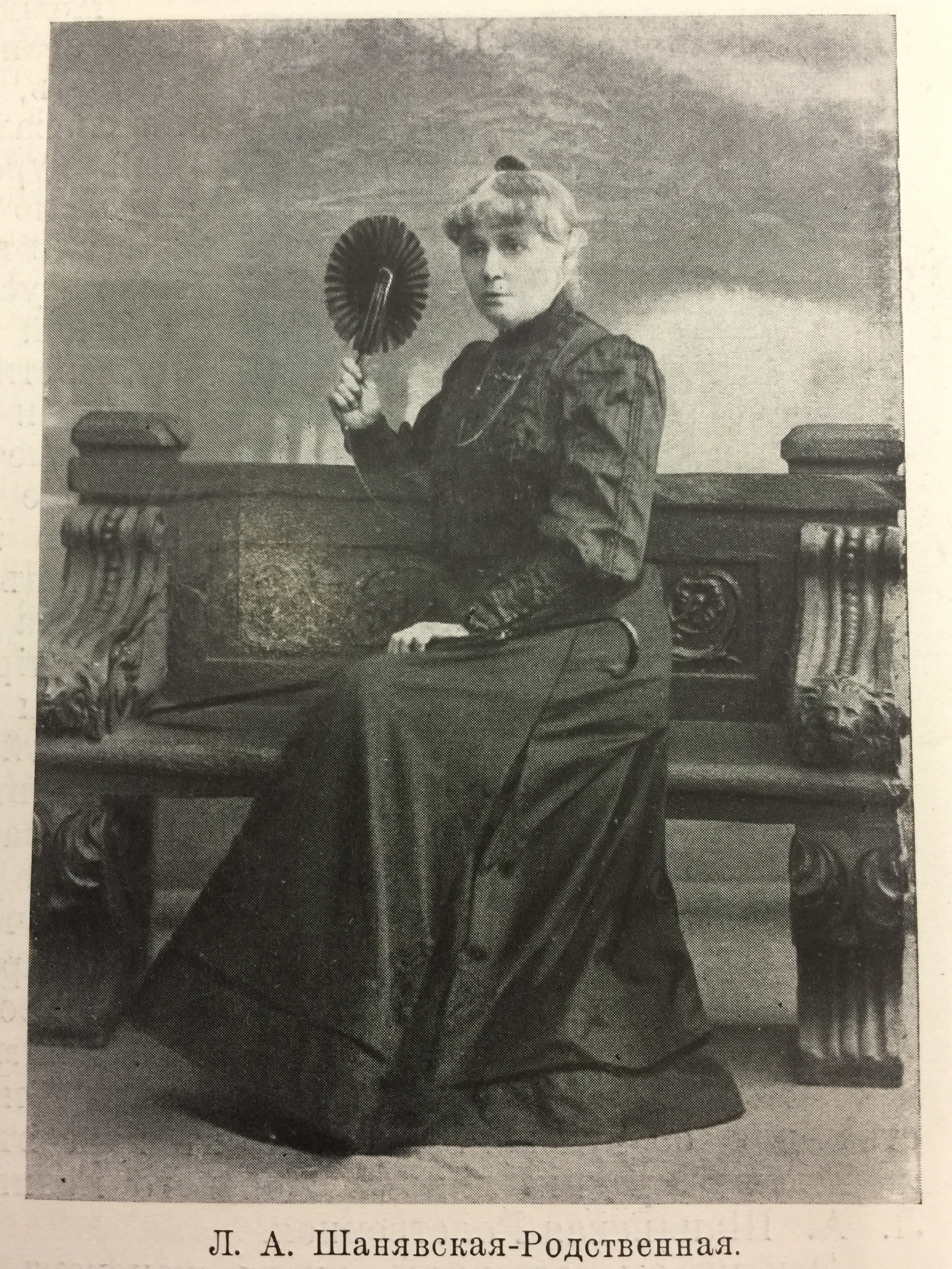
Лидия Родственная (Шанявская)

28 января 1870 года Николай Здекауэр и Эдуард-Антон Крассовский представили в Медицинском Совете доклад «Об усилении медицинского образования повивальных бабок». Смысл доклада сводился к тому, что уровень образования акушерок в стране не соответствовал общественным потребностям. Они не владели современными методами родовспоможения, были плохо знакомы с паталогиями беременности и не могли выступать экспертами в суде. Авторы доклада предлагали учредить «степень учёной акушерки с общим врачебным образованием». Министр просвещения Толстой по-прежнему оставался противником высшего образования для женщин, и Здекауэр, Крассовский и Козлов обратились с ходатайством к военному министру Дмитрию Милютину, в чьём подчинении находилась Медико-хирургическая академия. Милютин поддержал инициативу и согласился взять курсы под свою опеку.
Поддержка Милютина стала ключевым фактором в учреждении курсов. В мае 1872 года Высочайшим повелением предложение Милютина о создании женских медицинских курсов было одобрено. Необходимое финансирование нашлось благодаря сибирской меценатке Лидии Родственной, пожертвовавшей на открытие курсов сумму в 50 000 руб. В июне Правительственный Вестник анонсировал открытие курсов той же осенью, при Медико-хирургической академии, под покровительством военного министерства.

## Устройство Медицинских курсов
Проект медицинских курсов был компромиссным решением. Изначально они открылись в качестве эксперимента под названием «Курсы учёных акушерок» и в глазах власть имущих должны были готовить студенток именно к деятельности в области педиатрии и гинекологии. Такое оформление проекта позволило многим легче примириться с идеей женского медицинского образования. Обучение должно было длиться четыре года, в отличие от пятилетнего курса в «мужских» университетах. Тем не менее, новости об открытии курсов вызвали большой ажиотаж по всей стране.

### Вступительные экзамены
Для поступления требовалось свидетельство об окончании среднего учебного заведения, а для получивших домашнее образование — диплом «на звание домашней учительницы по предметам гимназического курса». Кроме общих документов о рождении, происхождении и образовании каждая абитуриентка должна была предоставить разрешение на посещение курсов от родителей или мужа, удостоверение «о возможности безбедного существования» и (для иногородних) доказательство, что она знала проживающую в Петербурге семью, которая должна была взять на себя ответственность за девушку.

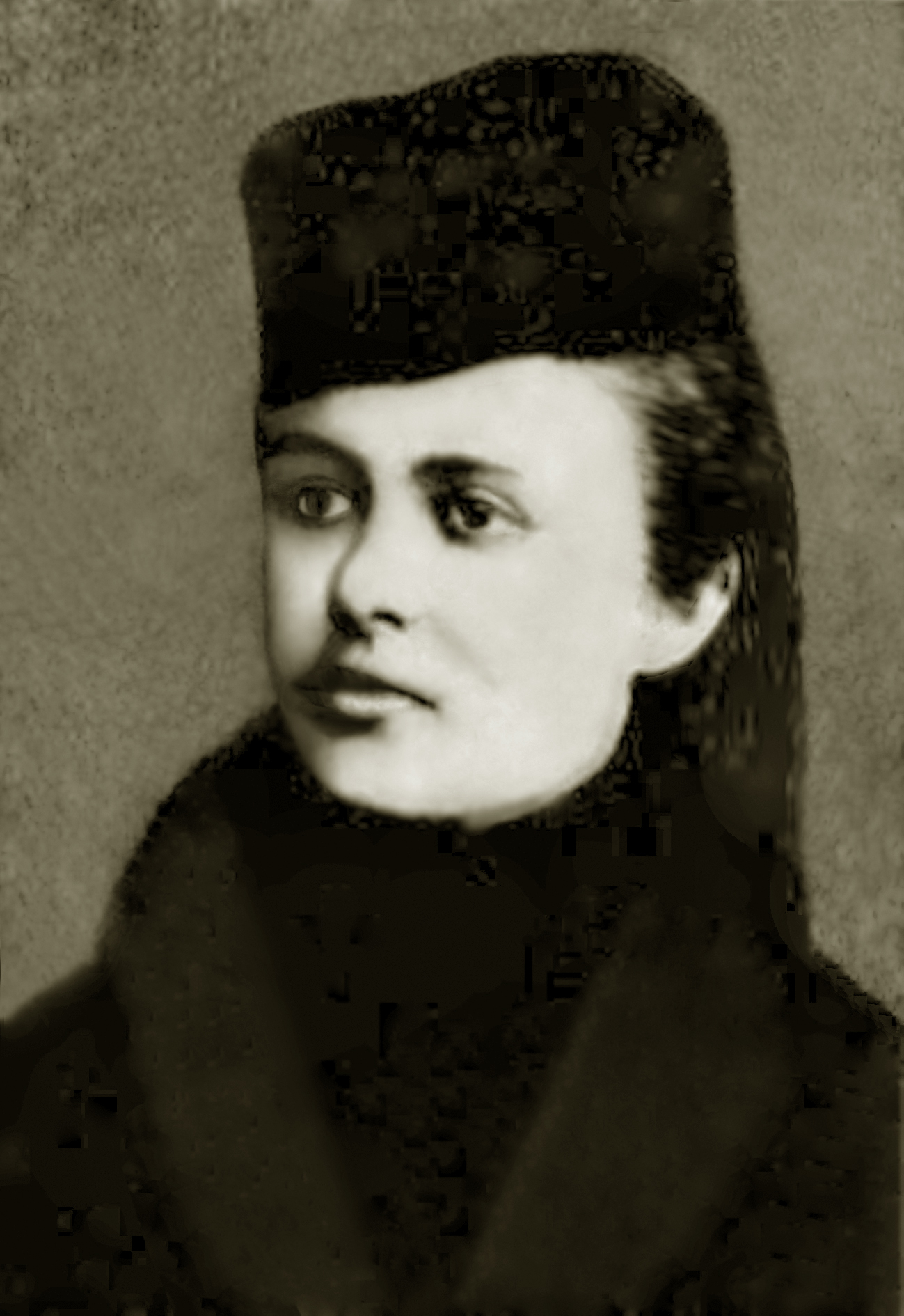
Анна Шабанова

Описание первых вступительных экзаменов было расплывчатым, и это породило множество слухов. Газеты также спровоцировали тревожность, преувеличив количество поданных на курсы заявок. Будущая курсистка Анна Шабанова писала:
Все ходят во тьме, и интересующий нас вопрос покрыт непроницаемым мраком. В Академии ничего нельзя добиться и никто ничего не знает, и готовящиеся готовятся наобум. Даже неизвестно, кто будет экзаменовать, предполагают, что учителя. Вообще знакомые мои женщины готовятся довольно поверхностно, а между тем я слышала от частного лица, что «там» желают провалить женщин, чтобы этим доказать несостоятельность их стремлений.
Председатель Академии, пытаясь успокоить публику, объявил, что экзамены будут простыми, и добился противоположного эффекта: это породило у женщин подозрение, что уровень обучения на курсах будет низким.
Вступительные экзамены прошли в конце октября 1872 года по предметам из программы женских гимназий: русский язык, латинский язык, один из «новейших иностранных языков» (немецкий, французский), арифметика, алгебра, геометрия, тригонометрия, физика, история, география. Программа была сравнима с университетской, но многие абитуриентки, действительно, нашли экзамены простыми, а экзаменаторов — снисходительными. В последующие годы экзамены стали значительно строже и стали требовать знания математических наук и физики в объёме курса мужских классических гимназий.
Несмотря на предусмотренные 70 мест, на курсы было принято 86 из 130 кандидаток. Из них 13 женщин уже имели акушерское образование, а 8 ранее были слушательницами различных курсов. В дальнейшем набор постоянно увеличивался (89 человек в 1873 году, 88 в 1874-м, 93 в 1875-м, 130 в 1876-м и т. д.).

### Финансирование и материальное обеспечение
Курсы были негосударственным учреждением и существовали за счёт пожертвований, внебюджетных субсидий и взносов слушательниц. Стоимость обучения составляла сначала 50, а с 1881 года — 70 руб. в год. Базой для финансирования были проценты с капитала в 50 000 рублей, пожертвованного Лидией Родственной. В 1877 году Военное министерство выплатило курсам единовременную субсидию в 13 000 руб. и ввело ежегодное пособие в 10 500 руб. Общий годовой бюджет курсов в 1877—1881 годах составлял от 32 до 44 000 руб. Материальную базу — помещения и оборудование — предоставляла Медико-Хирургическая академия (после 1876 года — Николаевский военный госпиталь). Также для клинических занятий курсисткам был предоставлен доступ в Обуховскую и Калинкинскую больницы, Мариинское родовспомогательное заведение и детскую больницу Принца Ольденбургского.
В 1873-74 годах были созданы общественные организации для поддержки курсисток: Общество вспомоществования слушательницам врачебных курсов и Общество для пособия слушательницам медицинских и педагогических курсов. Меценатки собирали средства в поддержку малоимущих студенток через членские взносы, организацию концертов, балов, лотерей и т. д. Бюджет «Общества пособия…» за десять лет деятельности составил не менее 50 000 руб. Общество дешёвых квартир снимало на Выборгской стороне «комнаты Философовой» — отдельное недорогое жильё для студенток-медичек.
После успешного выпуска первого набора курсисток в 1876 году некоторые земства начали предоставлять стипендии медичкам, согласившимся после учёбы отработать определённые сроки в земских больницах.
До появления стипендий и благотворительных обществ студентки сами устраивали сборы в пользу малоимущих сокурсниц. В марте 1873 года они организовали благотворительный концерт, на котором выступали певцы и музыканты Петербургской консерватории. Сборы пошли на оплату обучения.

### Программа и преподаватели
Преподаватели Академии с сочувствием относились к миссии женских курсов. Игнорируя заявленные ограничения программы (педиатрия и гинекология), с первого дня на курсах негласно читали полноценный университетский курс медицины. Впрочем, программа по акушерству, женским и детским болезням была более обширной, чем в Академии. Несмотря на невысокое жалование (700 руб. в 1872 году), на курсах преподавала профессура мирового уровня. В основном это были преподаватели Академии и медицинского факультета Петербургского университета:
- Дмитрий Бобылёв — физика
- Александр Бородин — химия
- Эдуард Брандт — сравнительная анатомия и эмбриология
- Александр Голубев — гистология
- В. И. Добровольский
- Алексей Доброславин — гигиена
- Николай Ивановский — общая патология и патологическая анатомия
- Эдуард-Антон Крассовский — акушерство
- Михаил Лавдовский — гистология
- Фёдор Ландцерт — анатомия
- Иван Мержеевский
- Карл Мерклин — ботаника
- Иван Насилов — хирургическая патология
- Карл Раухфус — педиатрия
- Карл Рейер — оперативная хирургия, клиника
- Михаил Руднев — патологическая анатомия
- Иван Сеченов — физиология
- Николай Склифосовский — хирургия
- Пётр Сущинский — фармакология и рецептура
- Вениамин Тарновский — венерология
- Юлий Трапп
- Оттон Чечотт — нервные болезни
- Юрий Чудновский — терапия[16][2][5]

См. также: Преподаватели Санкт-Петербургских высших женских медицинских курсов
«Рабочая группа» по неформальным каналам постоянно лоббировала введение на курсах полноценной программы медицинских вузов. В 1876 году, после выпуска первого набора курсисток, такое разрешение, наконец, было получено. Четырёхлетний «опыт» женских медицинских курсов был признан успешным. Срок обучения на курсах был продлён до пяти лет, а программа приравнена к университетской, за исключением судебной медицины и медицинской полиции. Сами курсы были переименованы из акушерских в Женские врачебные.
Одновременно курсы были отделены от Медико-хирургической академии и перенесены в женское и детское отделения Николаевского военного госпиталя. Заведование курсами было возложено на главного врача госпиталя. В ведении Академии осталось только утверждение закончивших курсы медичек в праве на практику (акушерскую, женскую и детскую).

### Правила и порядки
С самого начала курсистки столкнулись с раздуваемым консервативной прессой ажиотажем. Про медичек ходило много слухов — что они режут трупы по ночам, носят в карманах внутренности, пьют чай из черепов и ведут распутный образ жизни. Курсистка Вера Дмитриева вспоминала, что её обзывали вивисекторкой, свистели и смеялись над ней на улице. Чтобы придать проекту более респектабельный вид, на курсах ввели должность инспектриссы. Ими становились статусные и авторитетные женщины, такие как первая инспектрисса курсов Мария Ермолова. Ермолова была вдовой генерал-майора и дамой высшего света, и её участие было призвано успокоить консервативную публику и обеспечить нравственное поведение курситок.

Порядки на курсах были строгими, а обстановка — официальной. Инспектрисса присутствовала на всех лекциях и экзаменах. Курсистки вспоминали «школьный дух» курсов и что к ним с самого начала относились как к детям, хотя большинству было уже больше двадцати лет:
Курсы должны были открыться молебствием в академической церкви. Когда собрались слушательницы, инспектрисса Ермолова разместила их в ряды, как это обычно делают институтские классные дамы. С первого же шага в академии взрослых девушек приравнивали к детям. Это не могло не показаться оскорбительным, тем более, что между поступившими были матери семейств, были независимые, давно вышедшие из положения учениц.
Медичкам было запрещено поднимать на голос во время лекций, как для выражения одобрения, так и для порицания. Большинство переговоров с лекторами велись через инспектриссу. Курсистки должны были носить униформу (коричневые платья и чёрные платья с нагрудниками) и прятать стриженые волосы под сетки. Им запрещено было курить и выезжать из города без разрешения инспектриссы. Они были обязаны доносить в администрацию обо всем, «что случается с ними необыкновенного».
Курсистки зачастую игнорировали правила — курили в коридорах и форме предпочитали принятые среди «новых женщин» чёрные платья, и на это смотрели сквозь пальцы — Ермолова требовала ношения формы только в дни экзаменов или визитов гостей в Академию. Но непокорность курсисток всегда существовала в строго очерченных рамках. Администрация курсов не делала секрета из того факта, что будущее курсов зависело от поведения слушательниц. Надзор за ними был очень строгим. Им постоянно напоминали, что весь проект был в непрочном положении, будущее его было неясно. Так, во время студенческих протестов 1878 года курсистки воздержались от участия, понимая, что это могло негативно отразиться на судьбе всего женского высшего образования.
Курсисток старались изолировать от учившихся в Академии студентов — отчасти из соображений нравственности, отчасти из опасения, что студенты-медики вовлекут их в политику. Женщинам отвели отдельные лаборатории и анатомический театр. Если им нужно было перейти из одной аудитории в другую, студентов не выпускали в коридоры. Курсисткам даже рекомендовали не посещать студенческую библиотеку под предлогом того, что «студенты очень невежливы: они часто сидят там в пальто и шляпах». Полностью изолировать курсисток и студентов не удавалось, но, по воспоминаниям женщин, последние по отношению к ним вели себя достаточно корректно и доброжелательно.

## Курсистки

### Социальный состав и образ жизни
В среднем социальное происхождение поступивших на курсы женщин было достаточно скромным. Из 89 учащихся первого набора только четверо были потомственными дворянками, большая часть принадлежала к разночинству. Впоследствии доля женщин из непривилегированных слоёв общества росла, особенно за счёт евреек: высшее образование давало им право жить вне черты оседлости. Еврейки составили почти треть поступивших на курсы в 1878 и 1879 годах.
По сравнению со студентками из Цюриха, петербургские курсистки были заметно менее обеспеченными. Только пятая часть первого набора была из Петербурга и, предположительно, жила с семьями. Семьи многих курсисток не могли или не хотели их поддерживать. Отдельные курсистки ради обучения на курсах были вынуждены совсем разорвать отношения с родными или вступали в фиктивные браки.

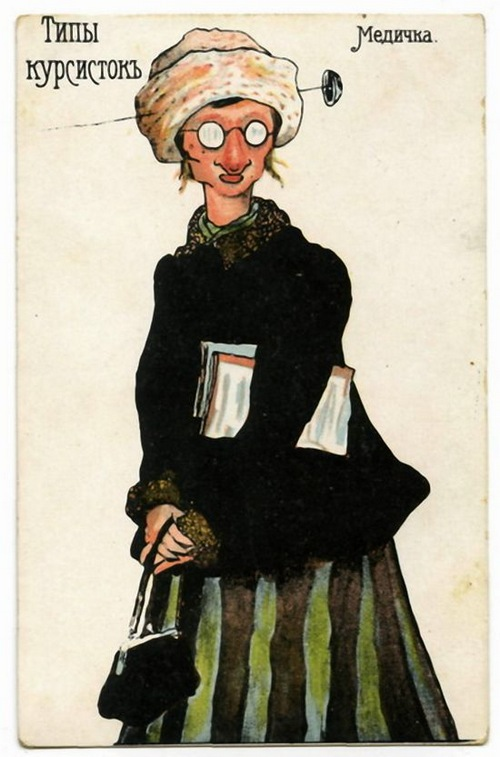
Медичка. Карикатура В. Кадулина

С 1873 года курсистки начали получать систематическую помощь благотворительных сообществ, а с 76-го — земские стипендии, но их всегда было меньше, чем нуждающихся, и многие оказывались на грани нищеты. Стипендии часто выплачивали нерегулярно. Когда стипендия курсистки Веры Дмитриевой задержалась одной зимой, ей не хватало средств ни на тёплую одежду, ни на еду, и она заболела тяжёлой пневмонией. В конце концов, после безрезультатных жалоб в администрацию курсов, она написала письмо протеста в газету. После этого стипендию выплатили, однако от Дмитриевой потребовали опубликовать опровержение, чтобы не выставлять курсы в дурном свете.
Меценатки организовали дешёвые столовые, в которых питалось большинство курсисток. Еда была скудной, и часто курсистки не могли себе позволить даже её. «Приходилось недоедать, недопивать, иногда с утра до вечера просидеть в академии с пустым желудком и, вернувшись домой, заменить обед чаем с сыром и яйцами. Так жило большинство».

Большинство студенток снимали дешёвое жильё на Выборгской стороне — в беднейшем столичном квартале, в котором находилась Академия:
Меблировка богатая: кровать, стул, стол; но последний так мал, что некоторые вещи скромно валяются на полу, не имея другого пристанища. По вечерам бегают тараканы… Вот уже третья квартира с тараканами.
Эти сырые и холодные углы, где набиваются по три, по четыре слушательницы, нередко одна постель на троих, которой пользуются по очереди; этот, в трескучий мороз, плед поверх пальто, подбитого ветерком; эти обеды грошовых кухмистерских, а зачастую колбаса с чёрствым хлебом и чаем; эти бессонные ночи над оплачиваемой грошами перепиской вместо отдыха.
Добраться в центр города, где проиходила культурная жизнь, зачастую не было возможности, даже если курсистки могли себе это позволить, и их жизнь носила монотонный характер. «Жизнь стала очень узкой и односторонней, все вне медицинских курсов было забыто», — писала одна курсистка своей сестре. Она обнаружила себя общающейся только с «сокамерницами»: «Я выхожу на улицу в надежде увидеть что-то новое — но нет, на улице всё то же самое. Вся Выборгская сторона полна медичками». В непогоду район регулярно оказывался отрезан от остального города, где жило большинство профессоров, и в такие дни лекции отменялись.
Плохие условия жизни сказались на здоровье студенток. Уровень заболеваемости, особенно нервным истощением, был очень велик. Из 89 женщин первого набора до выпуска не дожили 12, из них 8 умерли от чахотки, двое покончили жизнь самоубийством, а одна умерла от тифа на фронте Русско-турецкой войны. В последующие годы с улучшением финансирования уровень смертности постепенно снизился.

### Политическая активность
Вопрос о женском образовании в глазах властей всегда был неразрывно связан со страхом протестной активности студентов. Связь эмансипации женщин и эмансипации человека от государства в глазах как властей, так и общества придавала теме острополитический характер. Власти видели в любых курсистках потенциальных революционерок. Отчасти эти страхи были оправданы: женщины, преодолевшие традиционные представления о гендерных ролях, сопротивление семей и общества, были заведомо политизированы. Для многих из них стремление к медицинскому образованию вытекало из народнических идей об альтруистическом служении обществу.
Трудные условия жизни медичек, с одной стороны, приводили к изоляции от внешнего мира, с другой стороны, способствовали формированию сплочённого студенческого сообщества. Студенты и курсистки делили жильё, столовые и книги. Многие из студентов были вовлечены в радикальное движение.

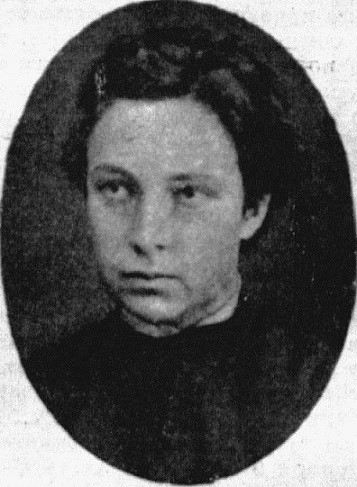
Надежда Юргенсон, слушательница медицинских курсов, народница

Близость к радикальным активистам означала, что курсисток затрагивали и политические процессы над радикалами. Во время расследования дела Веры Засулич власти сначала подозревали, что она училась на Медицинских курсах, и предупреждали Ермолову о необходимости выступить свидетельницей. Когда оказалось, что Засулич училась в Цюрихе, некоторые из курсисток были разочарованы: «Нам было жаль, что эта самоотверженная девушка… была не одной из нас».
Во время процесса 193-х слушательницы Медицинских курсов — Мария Гейштор, Анна Кувшинская и Надежда Юргенсон — уже оказались на скамье подсудимых. Ещё восемь курсисток выступили свидетельницами.
Всего из 796 курсисток, учившихся на курсах с 1872 по 1881 год, внимание полиции привлекло 87, примерно 10 %. Вероятно, были и политически активные курсистки, избежавшие внимания полиции, но всё равно число их относительно невелико: для сравнения, из 93 студенток Цюриха на 43 (46 %) были заведены дела в полиции, причём в более чем половине случаев — за относительно серьёзную деятельность. Предъявляемые петербургским курсисткам обвинения варьировались от «подозрительного поведения» до политической пропаганды среди рабочих и крестьян. К концу семидесятых годов на фоне общей радикализации протестного движения появились и более серьёзные обвинения, такие как причастность к подпольной печати и покушениям на убийства.
В то же время курсистки старались не распространять свой активизм на курсы, не желая рисковать судьбой всего проекта. С самого начала власти строго мониторили поведение женщин и откровенно связывали их невовлечённость в политику с будущим курсов и, таким образом, с возможностями для других женщин. Так, например, курсистки воздержались от участия в студенческих демонстрациях 1878 года. Известно о нескольких протестных акциях на курсах: курсистка Дмитриева вспоминала, как целый класс покинул лекцию профессора, который оскорбил Александра Соловьёва, народника, покушавшегося на жизнь царя. В 1881 году курсистки устроили забастовку против другого профессора, и в результате курсы были закрыты до конца года.
Выпускницы Медицинских курсов стали важной частью либерального движения, в особенности женского движения. Курсы не были женскими организациями, но были видимым результатом деятельности активисток. Вокруг них формировались группы поддержки, лоббистские и благотворительные организации. Женские курсы помогали рекрутировать участниц в движение, артикулировать проблемы женщин и формировать общее мировоззрение. По замечанию петербургского обер-полицмейстера Ф. Ф. Трепова, «главная… вредная сторона, которую представляют собою публичные женские курсы, заключается в развитии корпоративного духа между молодыми девушками». Многие из деятельниц российского феминизма, такие как Мария Покровская, Анна Шабанова и Прасковья Тарновская, учились на Медицинских курсах.

### Известные слушательницы
- Александра Архангельская — офтальмолог, хирург, учёный;
- Надежда Бантле — хирург, организатор здравоохранения, Герой Труда;
- Ольга Буланова-Трубникова — революционерка-народница;
- Валентина Дмитриева[27] — писательница, революционерка;
- Елизавета Дрентельн — акушер-гинеколог, организатор здравоохранения, публицистка, писательница и переводчица, автор работ по гендерным исследованиям;
- Юлия Квятковская — офтальмолог, учредительница первой глазной больницы в Бессарабии, общественная деятельница;
- Анна Красуская — педагог, учёный-анатом, Герой Труда;
- Марья Мордвинова — военный врач, поэтесса;
- Клавдия Петровская[28] — земский врач;
- Эмилия Пименова — писательница, переводчица;
- Евгения Подвысоцкая[29] — врач, учёный;
- Мария Покровская — врач, общественная деятельница, феминистка, основательница Женской прогрессивной партии;
- Мария Раскина — врач, бактериолог, писательница и переводчица;
- Мария Рашкович — земский врач, учёный, общественная деятельница;
- Прасковья Тарновская — врач, феминистка[30];
- Клавдия Улезко-Строганова — акушер-гинеколог, профессор, учёный, заслуженный деятель науки РСФСР;
- Анна Черевкова — врач, путешественница;
- Анна Шабанова[28] — врач, Герой Труда, феминистка, одна из основательниц Русского женского взаимно-благотворительного общества;
- Надежда Юргенсон (Головина)[28] — революционерка-народница.

См. также: Выпускницы Санкт-Петербургских высших женских медицинских курсов

Портреты выпускниц Медицинских курсов в Первом женском календаре, 1903 г.
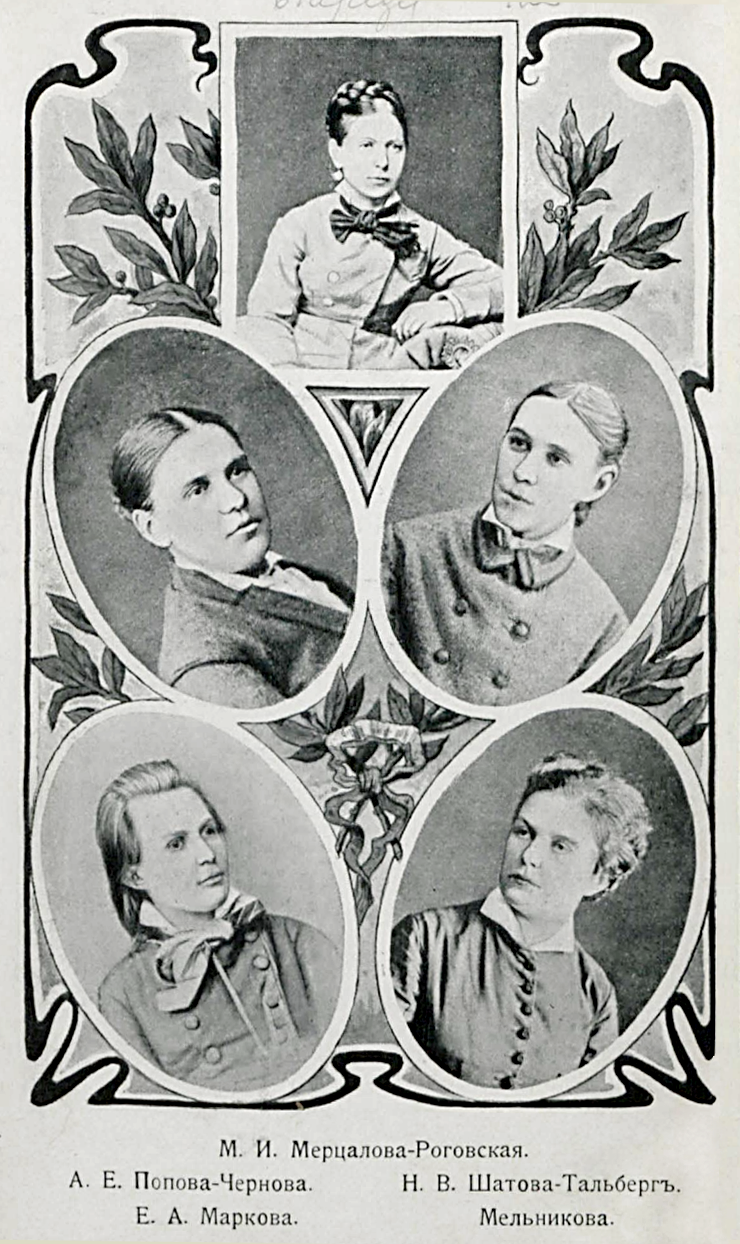
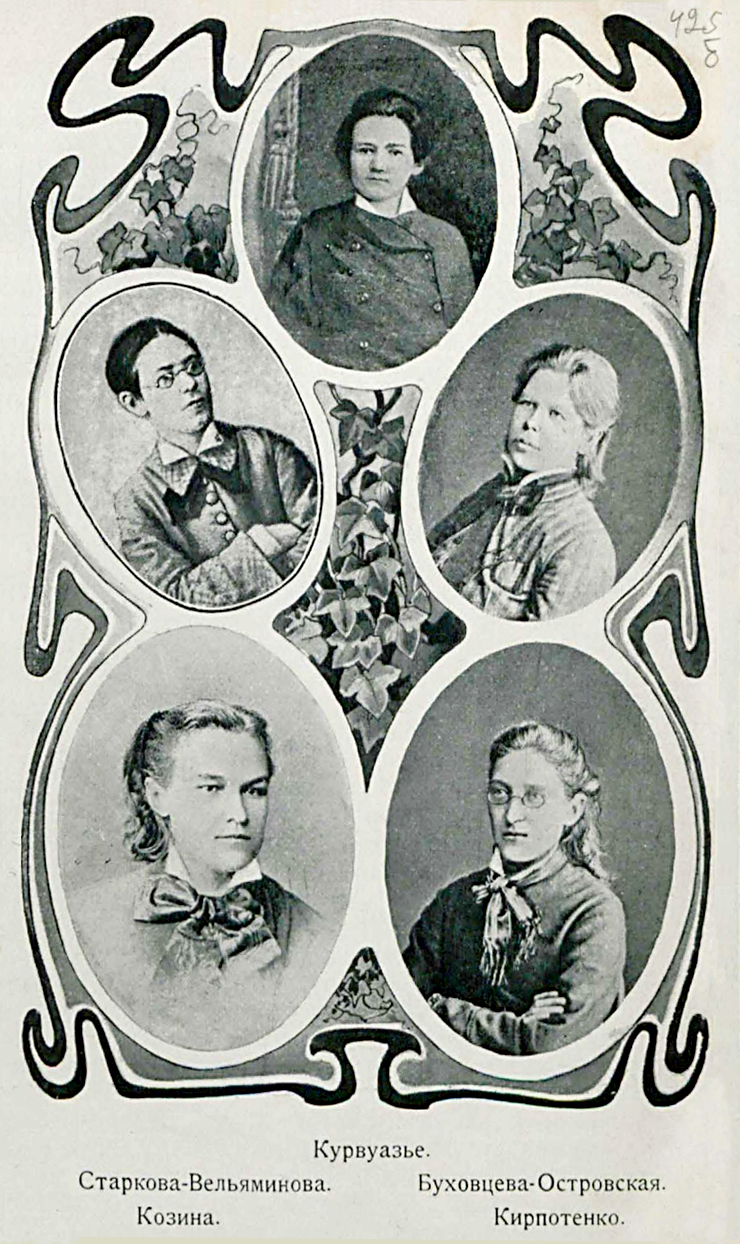
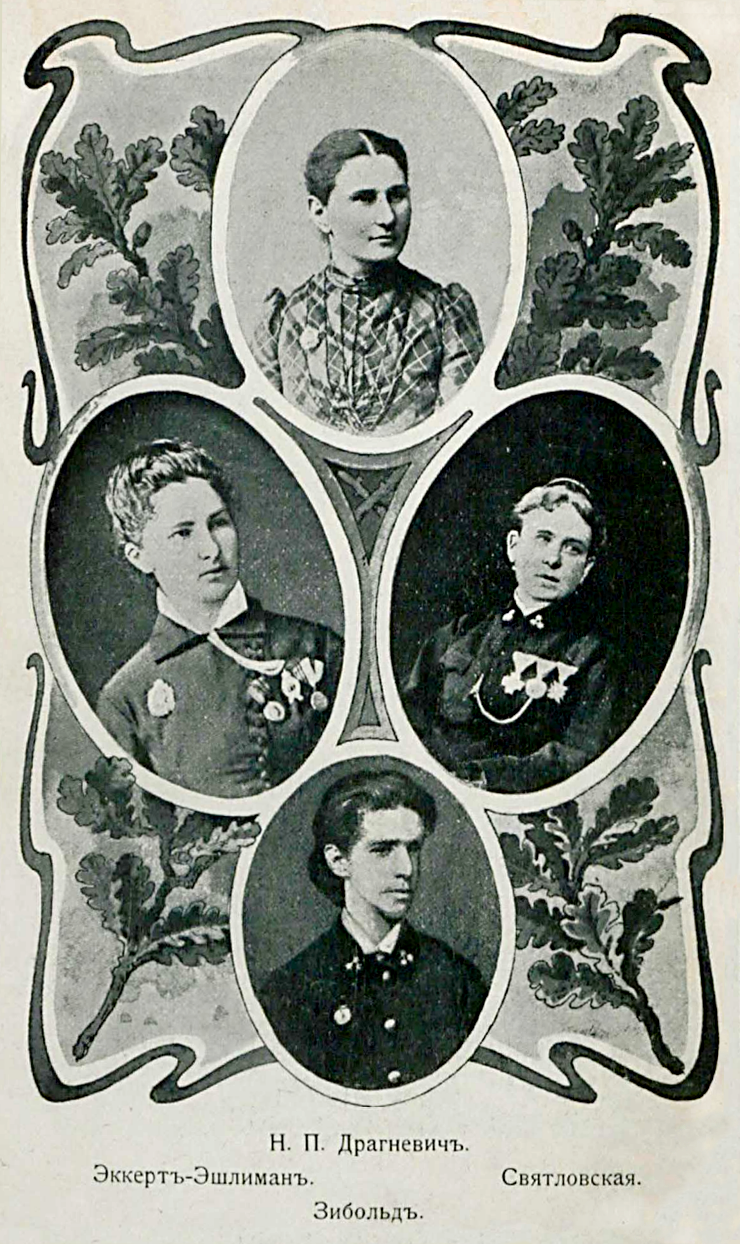
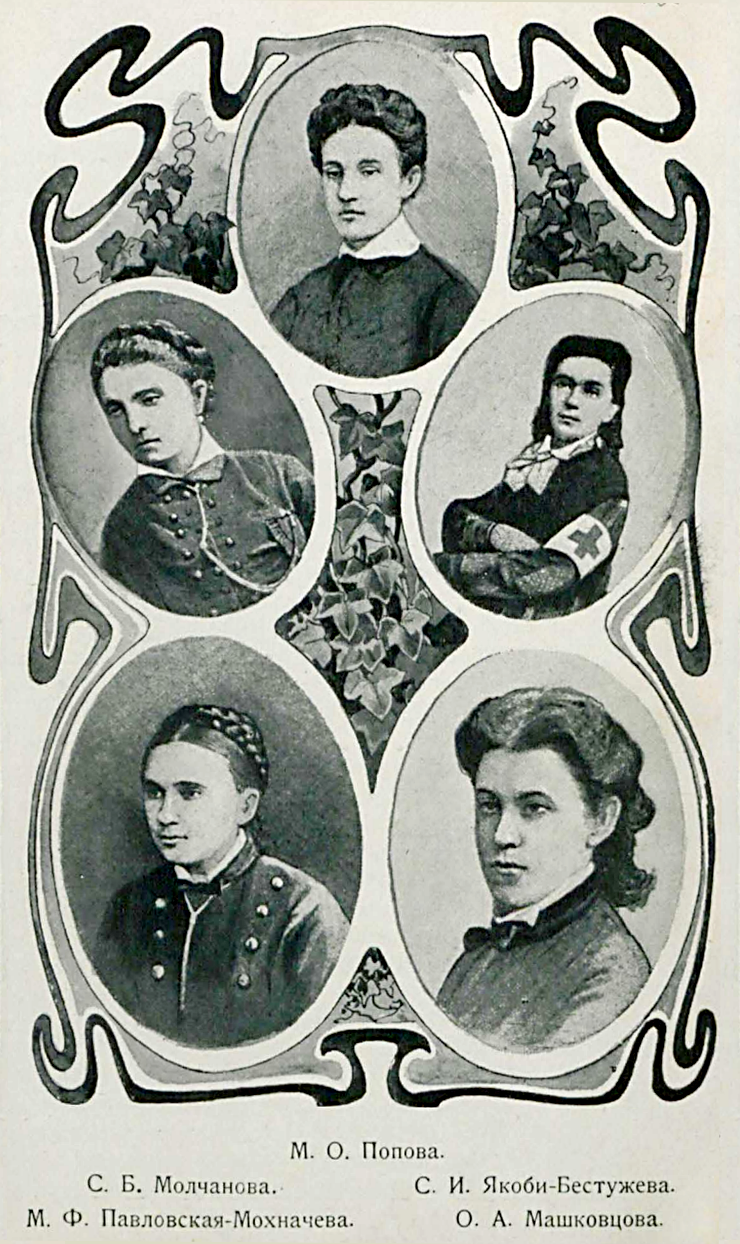
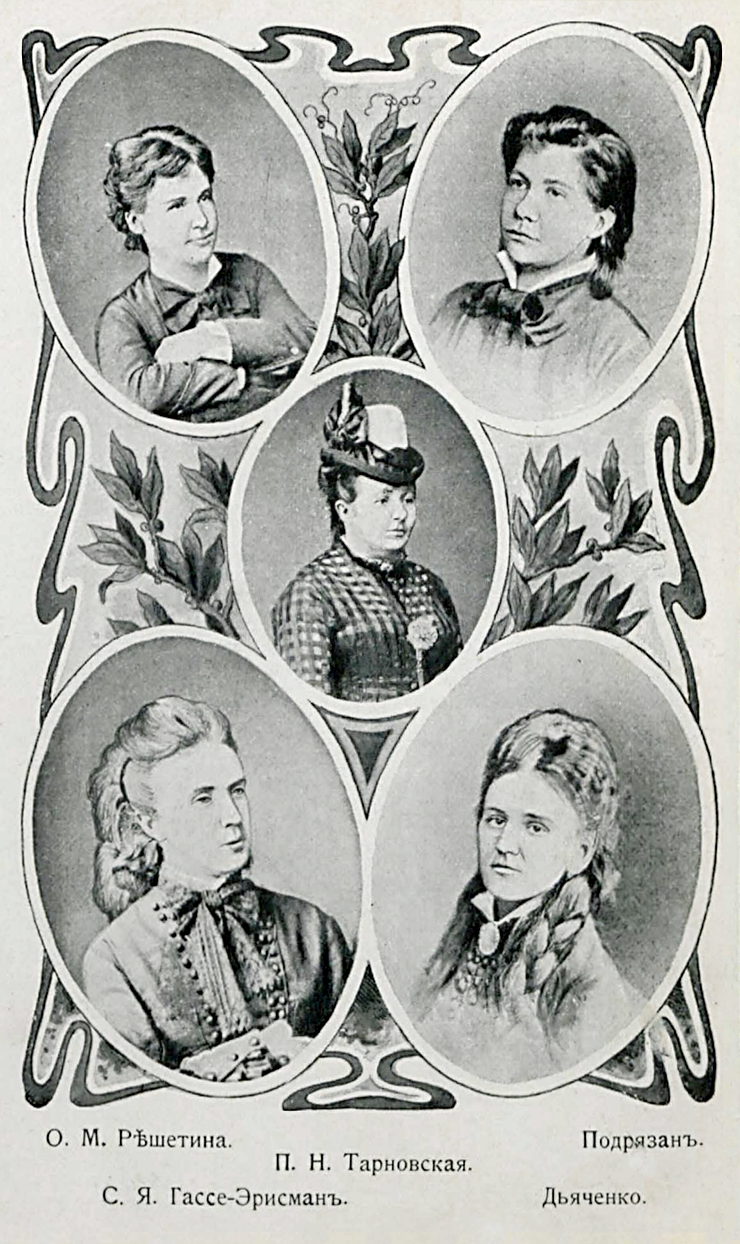
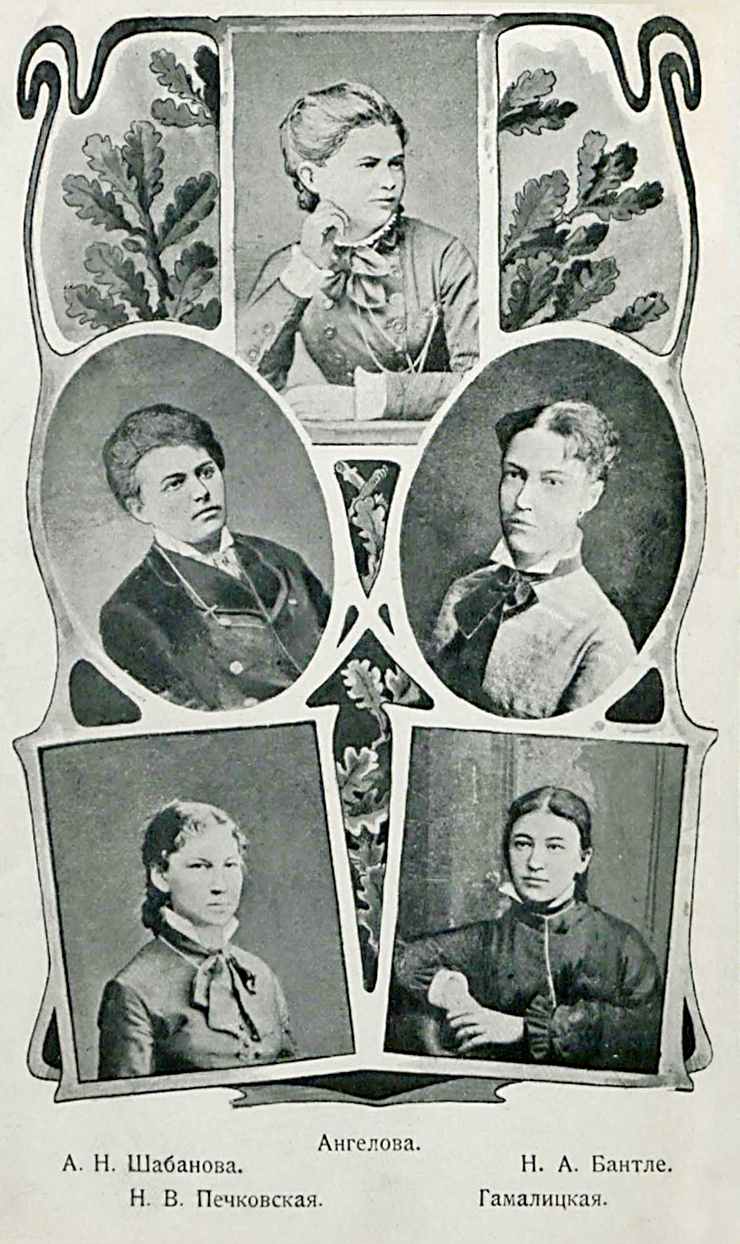

## Женщины-врачи после выпуска

### Участие в Русско-Турецкой войне
Начавшаяся в 1877 году Русско-Турецкая война предоставила женщинам-врачам возможность продемонстрировать свои профессиональные качества. Двадцать пять медичек — выпускницы первого набора, ещё не успевшие сдать выпускные экзамены, и несколько женщин, окончивших четыре курса обучения — добились разрешения отправиться на фронт:
- Ангелова Анна Кириловна
- Бантле (в замужестве Субботина) Надежда Антоновна
- Больбот София Ивановна
- Быстроумова Павла Африкановна
- Васильева Елисавета Семёновна
- Вашкевич Елесавета Эрнестовна
- Давыдова (Ройбул-Вакаре) Лидия Константиновна
- Колодеева (Маляревская) Екатерина Хрисановна
- Литова (Дроздова) Мария Павловна
- Матвеева
- Мельникова Мария Михайловна
- Мордвинова Марья Павловна
- Некрасова Варвара Степановна
- Петрова
- Подрезан Анна Никифоровна
- Попова (Георгиевская) Мария Осиповна
- Соловьёва Елена Степановна
- Чертыкина (Остроградская) Надежда Николаевна
- Четверикова
- Эккерт (Эшлиман) Александра Ивановна
- Якоби (Бестужева) София Ивановна
- Яновская Наталия Павловна[28][31][32]

На войне курсистки столкнулись с тяжёлыми условиями работы в полевых госпиталях: не хватало персонала и медикаментов, раненые лежали под навесами на голой земле. Варвара Некрасова писала: «Во имя движения нашего вперёд, — можно примириться и не с такими неудобствами: можно не только ходить по грязи, но и валяться в ней. Я хочу надеяться, что уцелею, потому что у меня цели хорошие». Часто женщин пытались назначить на должности ассистенток или сестёр милосердия, но в условиях острой нехватки врачей многим медичкам удалось добиться права проводить операции без участия врачей-мужчин. Курсистки видели в этом не только личный успех, но и вклад в признание профессиональных способностей всех женщин: «Для нас, женщин, важно, если наша деятельность будет заметна».
Некоторым женщинам пришлось испытать на себе домогательства со стороны военных и врачей. Некрасова писала: «Мужчины здесь совсем перестали быть людьми — они обратились в каких-то чертей: они готовы устраивать целые гаремы и быть в них султанами».

Профессиональная подготовка женщин-врачей и их самоотверженность во время войны были широко признаны в профессиональном сообществе. В феврале 1878 года полевой военно-медицинский инспектор в докладе начальнику штаба действующей армии заявил:
Слушательницы женских врачебных курсов, командированные в действующую армию с самого начала кампании, при непомерном рвении, сознательном понимании дела, выказали себя с самой лучшей стороны и доставленною ими хирургическою и терапевтическою помощью в госпиталях вполне оправдали, в этом первом опыте, ожидания высшего медицинского начальства. Самоотверженная работа женских ординаторов среди опасности и лишений, среди тифозной болезненности, жертвой которой была не одна из них, обратили на себя общее внимание и, как первый пример применения женского труда в военном деле, заслуживает отличия и поощрения.
Из отправившихся на войну курсисток погибли двое: Варвара Некрасова умерла, заразившись тифом в госпитале, а Павла Быстроумова покончила жизнь самоубийством.

### Профессиональная деятельность
Несмотря на признание достижений женщин-врачей, их образовательный и профессиональный статус оставался неопределённым до начала двадцатого века. Предложенный Военным министерством в 1876 году «Проект окончательного положения о женских врачебных курсах при Николаевском военном госпитале» остался нереализован, возможно, из-за начавшейся войны. В ожидании законодательного определения их прав женщинам-врачам было предоставлено право врачебной практики «в качестве временной меры». По окончании курсов женщины получали временные свидетельства без указания профессии.

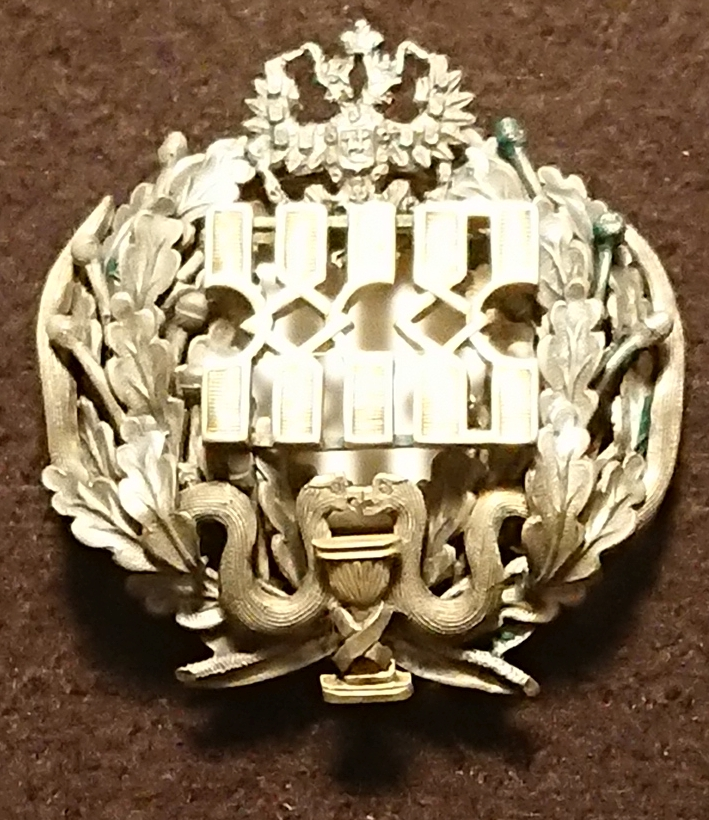
Нагрудный знак «ЖВ» («Женщина-врач»)

Медички быстро проявили себя как одна из наиболее активных профессиональных групп женского движения. В 1880 году врач Анна Шабанова организовала успешную кампанию за присвоение выпускницам Медицинских курсов звания «женщина-врач» и учреждение нагрудного знака с аббревиатурой «ЖВ». Нагрудный знак был призван выполнить роль отсутствовавших у медичек дипломов, и демонстрировал право на самостоятельную практику.
В 1883 году министр просвещения Дмитрий Толстой попытался утвердить для женщин-врачей официальный статус «учёных акушерок». Общее собрание женщин-врачей посчитало эту акцию унизительной. Анна Шабанова составила докладную записку о том, что этот статус не соответствует реальным достижениям женщин-врачей. Записка с подписями врачебного сообщества была отправлена на имя Александра III. В результате решение было отменено, и женщинам-врачам присвоили звание «врач женщин и детей».
В профессиональной деятельности женщинам-врачам приходилось часто преодолевать скепсис коллег. Н. П. Драгневич, одна из выпускниц курсов, в своих воспоминаниях писала про врачей-мужчин, убеждённых, что «порядочный фельдшер может лечить лучше, нежели самая учёная женщина-врач». Зачастую медичкам позволяли практиковать только в женских отделениях больниц или в женских гимназиях. Их деятельность стремились ограничивать педиатрией и гинекологией. Некоторые врачи-мужчины отказывались с ними консультироваться. Медички сталкивались с недоверием, оскорблениями или даже домогательствами со стороны пациентов, в особенности среднего и высшего класса. Крестьяне, как правило, спокойнее относились к женщинам-врачам, так как были привычны к женщинам-знахаркам и повивальным бабкам.
Неопределённость юридического положения женщин-врачей лишала их возможности постоять за себя, если им отказывали в позициях, и ставила их в зависимость от благосклонности местного начальства. Чиновники относились к ним подозрительно. В 1880 году власти выпустили конфиденциальный меморандум, который предписывал местным властям консультироваться с Третьим отделением, прежде чем нанимать выпускниц Медицинских курсов.
К появлению женщин-врачей позитивно отнеслись в земствах: в земских больницах критически не хватало специалистов. Многие курсистки ещё до выпуска получили приглашения работать в земствах. После успешного первого выпуска женщин-врачей земства даже начали выплачивать стипендии курсисткам, обязавшимся отправиться работать в земские больницы. Земская работа часто означала изоляцию в сельской местности в условиях недостатка персонала, медикаментов и оборудования. Как правило, она привлекала более идеалистически настроенных женщин, желавших послужить народу. С другой стороны, в провинции у женщин-врачей было больше возможностей для полноценной практики, не ограниченной «женскими» областями педиатрии и гинекологии.
По составленной в 1882 неполной статистике (были опрошены 185 из 281 окончивших на тот момент курсы), 63 выпускниц Медицинских курсов уехали работать в земства. Ещё 54 были наняты городские клиники и больницы. 46 женщин основали частные практики, а ещё 12 остались ординаторами или ассистентками при Медицинских курсах.
Как правило, женщины зарабатывали меньше, чем их коллеги-мужчины. В 1890 году статистический анализ средних зарплат врачей показал следующие цифры:
- Военные врачи (мужчины): 1390 руб. в год
- Гражданские врачи (мужчины): 1007
- Земские врачи (мужчины): 1315
- Земские врачи (женщины): 944
- Женщины-врачи в целом: 723

Жалование более 1500 рублей в год получали 23 % мужчин и только 4 % женщин.
Помимо практической медицины, медички занимались и научной деятельностью. П. П. Сущинский в брошюре 1882 года «Женщина-врач в России» насчитал 32 научных работы женщин-врачей.

## Закрытие курсов
После убийства Александра II и воцарения Александра III в России начался консервативный поворот. Либералы в правительстве, включая покровительствовавшего Медицинским курсам военного министра Милютина, были отправлены в отставку. Новый военный министр Пётр Ванновский счёл финансирование курсов Военным министерством нецелесообразным. Ванновский предложил Министерству внутренних дел и Министерству просвещения взять курсы в своё ведомство, но те ответили отказом. Чиновники подозревали курсисток в связях с террористами, и никто не хотел брать на себя за них ответственность. В 1882 году приём на курсы был прекращён. Последний выпуск состоялся в 1886 году. За период своего существования курсы выпустили 691 женщину-врача.
Женщины-врачи и активистки женского движения сразу начали добиваться возобновления женских врачебных курсов. Они собирали подписи под петициями, писали в прессу, проводили кампанию по сбору средств. Долгое время эти усилия оставались бесплодными. Когда министра просвещения Толстого попросили о поддержке, он ответил: «Все приводимые доводы о практическом значении и необходимости проектируемого института основываются не на действительной потребности государства в таком учреждении, а лишь на теоретических соображениях и стремлении отдельных лиц к так называемой эмансипации женщин».
Только через пятнадцать лет, в 1897 году, сообществу удалось добиться возобновления курсов в виде Женского медицинского института.